# Květná (Krajková)

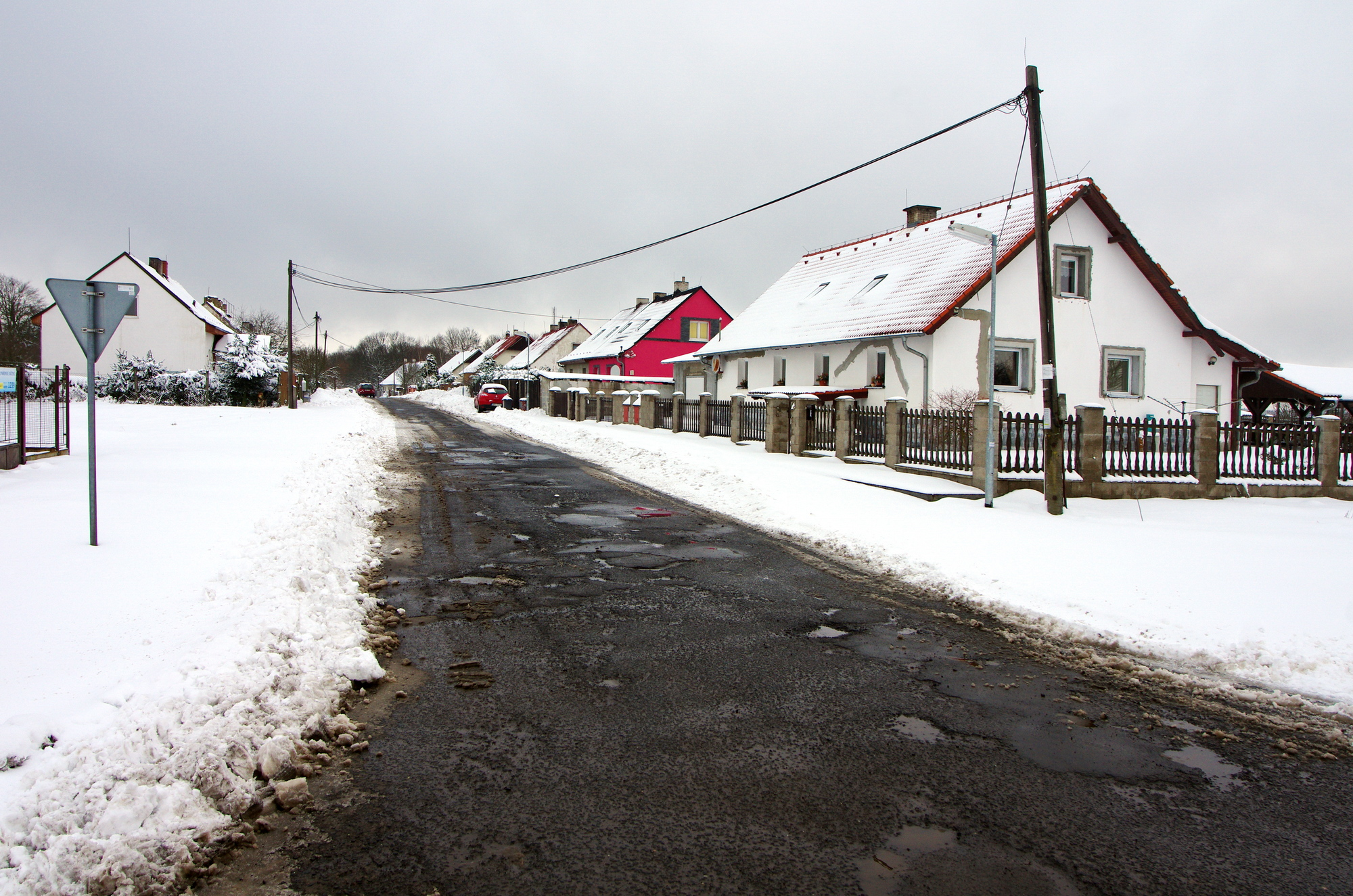
Ortsansicht

Květná (deutsch Plumberg) ist ein Ortsteil der Gemeinde Krajková (deutsch Gossengrün) im Okres Sokolov im Karlovarský kraj in Tschechien.

## Geographie
Der Ort liegt etwa 12 km nordwestlich von Sokolov in Böhmen und ca. 3 km südwestlich von Krajková an der nach Kaceřov führenden Straße. Westlich befindet sich das mit der Talsperre Horka geflutete Tal des Baches Libocký potok (Leibitschbach).

## Geschichte
Das Dorf Plumberg wurde erstmals urkundlich am 3. August 1277 als „Blumenberch“ erwähnt, wobei Hedwig von Hartenberg dem Kloster Waldsassen zwei Höfe in diesem Ort schenkte. In späteren Jahren kam es zu ähnlichen Nennungen wie 1350: „Blumberg“, 1360: „Plumberch“, 1523: „wes plumberk“. Im 16. und frühen 17. Jahrhundert blieb die Bewohnerzahl fast konstant mit 9 Höfen und einer Mühle. Als nach dem Dreißigjährigen Krieg 1651 die einzelnen untertänigen Bewohner Böhmens von der „Reformationskommission“ erfasst wurden, wurden für Plumberg 59 Personen aufgelistet.
An öffentlichen Gebäuden besaß Plumberg nur das Schulhaus, das 1836 errichtet wurde. Davor mussten Schüler und Lehrer „im Dorfe von Haus zu Haus wandern“.
Seit dem Hochmittelalter bis zur Auflösung der Dominikalverfassung von 1850 waren seine Bewohner der Herrschaft Hartenberg untertänig. Mit der Steg- und der Steberlmühle am Leibitschbach hatte das Dorf 1936 40 Häuser mit 203 Einwohnern. Diese waren deutscher Nationalität; sie bekannten sich zur katholischen Religion und beschäftigten sich größtenteils mit Landwirtschaft, ein geringer Teil arbeitete in den nahe gelegenen Bergwerken.
Zum Dorf Plumberg gehörten die am Leibitschbache gelegene, 1523 erstmals urkundlich im Hartenberger Lehenregister erwähnte Stegmühle, wie auch die später errichtete Steberlmühle, ein Ausflugsziel, wo aus einer nahe gelegenen Quelle der „Saling“ ein saures Mineralwasser angeboten wurde. Das Dorf gehörte bis zur Änderung der Parochialbezirke von 1784 zur Pfarrei Maria Kulm. Lediglich der Hof Nr. 4 war ein Widumshof der Pfarrei Gossengrün und hatte dorthin seine Grundsteuern und Robotleistungen zu erbringen. 1784 wurde Plumberg vollständig zur Pfarrei Gossengrün eingepfarrt.
Nach der Aufhebung der Patrimonialherrschaften bildete Plumberg ab 1850 einen Ortsteil der Gemeinde Gossengrün im Bezirk Falkenau. In den 1870er Jahren entstand die Gemeinde Plumberg. Im Jahre 1930 lebten in Plumberg 187 Menschen, 1939 waren es 154.
Im Münchner Abkommen vom 29. September 1938 wurde das Sudetenland (damit auch Plumberg) an das Deutsche Reich abgetreten. Plumberg gehörte bis 1945 zum Landkreis Falkenau an der Eger.
Nach dem Zweiten Weltkrieg kam es auch in Plumberg zu einer Vertreibung der Deutschen. Die ausschließlich deutschsprachigen Bewohner wurden hauptsächlich mit den Transporten Nr. 8 (Juni 1946 nach Dachau) und Nr. 15 (Juli 1946 nach Dieburg in Hessen) in die amerikanische Besatzungszone vertrieben. Im Jahre 1947 wurde die Gemeinde Plumberg in Květná umbenannt und 1950 nach Krajková eingemeindet. In den 1970er Jahren fiel Květná dem Bau der Talsperre Horka zum Opfer; östlich des ehemaligen Dorfes wurde eine Siedlung für Zuzügler aus dem Osten der ČSSR angelegt.